# Frank Irons
Francis Cleveland „Frank“ Irons (23. března 1886, Des Moines – 19. června 1942 Palatine) byl americký atlet, olympijský vítěz ve skoku do dálky.
Na olympiádě v Londýně v roce 1908 startoval ve čtyřech disciplínách. Ve skoku do dálky zvítězil výkonem 748 cm a vytvořil tak nový olympijský rekord. Druhého v pořadí porazil o 39 cm. Při dalších startech už nebyl tak úspěšný, mezi výškaři skončil osmý, v trojskoku šestnáctý.
Mistrem USA v skoku do dálky se stal v letech 1909 a 1910, v trojskoku v roce 1909. Na olympiádě ve Stockholmu v roce 1912 v soutěži dálkařů výkonem 680 cm obsadil deváté místo.